# Komořany (Praha)
Komořany (německy Komoran) jsou bývalá vesnice, dnes městská čtvrť a katastrální území území Prahy, součást městské části Praha 12.

## Název
Název vesnice ve významu ves Komořanů je odvozen ze skutečnosti, že žili na pozemcích královské komory. V historických pramenech se jméno objevuje ve tvarech: Comoraz a Komoraz (okolo roku 1088), Komoraz (1222), de Comoran (1289), Komorsan (1304), de Commorsan (1342), Komořanky (1436), k Komořankám (1473), na Komořanech (1603), na Komořankách (1615), Komoržany a Komržanky (1788) a Komořan (1849).

## Historie
Komořany jsou připomínány poprvé k roku 1088 jako osada, která patřila vyšehradské kapitule. Další záznamy naznačují, že vlastníky Komořan (či jejich částí) byly královská komora (za Václava II. před rokem 1304 a za Jiřího z Poděbrad před rokem 1470), soukromé osoby (například scholastikus Dobeš od roku 1332 či Václav Šturm z Hyršfeldu, který připojoval ke svému jménu doplněk „seděním na Komořanech“ – po roce 1589), ale zejména zbraslavský klášter, kterému patřila nejen ves Komořánky vzniklá před rokem 1436, ale i další majetek – např. jeden dvůr (darovaný Václavem II. roku 1304). Od roku 1638 se stávají dědičným vlastnictvím zbraslavského kláštera snad celé Komořany. V roce 1785 však byl zbraslavský klášter zrušen a Komořany připadly náboženskému fondu, který prodal komořanský dvůr, zámek a ovčín o 40 let později knížeti Oettingen-Wallersteinovi. V roce 1866 koupil tento komořanský majetek (poplužní dvůr, ovčín a zámek) rytíř z Albertů.
Mezitím totiž byla vymezena katastrální obec Komořany a její obyvatelé v polovině 19. století vytvořili společnou politickou obec s Točnou. Proto jsou v Malém Ottově slovníku z roku 1904 zmiňovány Komořany jen jako zámeček u vsi Točná. Samostatnou obcí se staly Komořany 20. května 1957, ale již k 14. červnu 1964 byly spojeny s obcí Modřany, která byla současně povýšena na město. Celé město Modřany i s Komořany bylo připojeno k hlavnímu městu Praze do obvodu Praha 4 k 1. lednu 1968. V té době žilo v Komořanech 1107 obyvatel ve 133 domech.
Při správní reformě Prahy v roce 1990 se staly Komořany součástí městské části Praha-Modřany, která byla v roce 1994 přejmenována na název Praha 12. Celé území městské části spadá i nadále do městského obvodu Praha 4.

## Pamětihodnosti
- Komořanský zámek

### Zaniklé stavby
- Komořanské mlýny

## Území

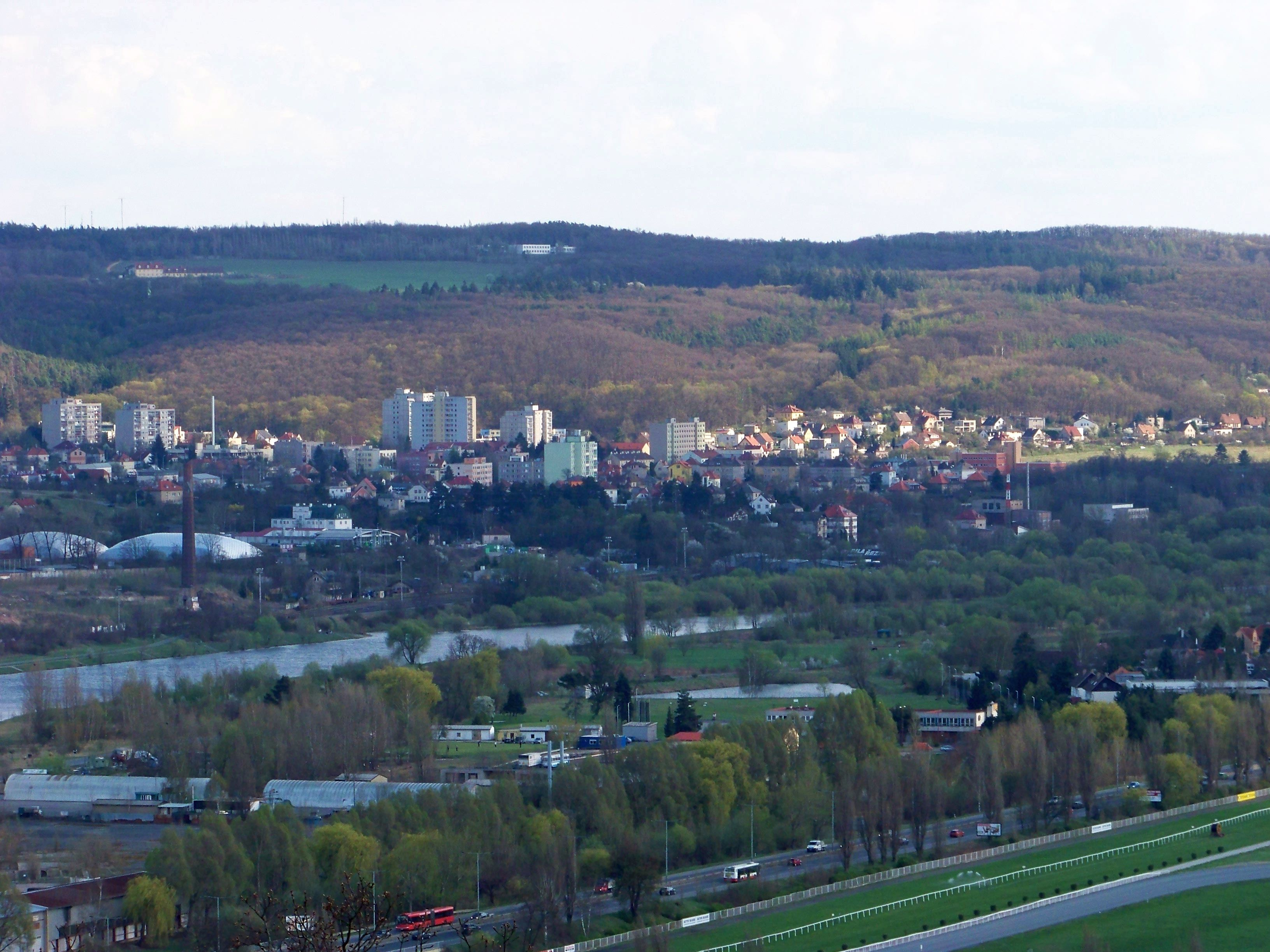
Pohled na Komořany z Chuchelského háje

Dnešní dopravní osou Komořan je Komořanská ulice. Přirozeným centrem Komořan se zdá být nepojmenované náměstí vymezené ulicemi Kyslíková, Komořanská a Revoluce s autobusovým obratištěm Komořany u areálu továrny Modřanských strojíren (Sigma Modřany). Toto prostranství včetně průmyslové oblasti a severovýchodní části sídelního celku (včetně Komořska) však katastrálně nepatří ke Komořanům, ale k Modřanům, ač od vlastních Modřan je tato oblast oddělena údolím potoka.
Území Komořan je na západě ohraničeno pravým břehem Vltavy. Přes zástavbu Komořan protéká k Vltavě Komořanský potok, na zastavěném území z převážné části zatrubněný. Na jihu patří ke Komořanům oblast až k nepojmenovanému potoku od Točné a k okraji zbraslavské osady Závist. V této oblasti se nachází několik zahrádkářských a chatových osad. V jedné z nich, jižně od krátké rokle proti vyústění Krňova do Vltavy, se nad železniční tratí nacházejí ulice Davelská, Trnitá, Keřová, Koukolová a Nad roklí. Druhá zahrádkářská osada se nachází na okraji lesního celku přírodního parku Modřanská rokle - Cholupice a cesta v její ose nese názvy Hudcová (v jižní části) a Na Jitřence (v severní části).
Dnes jsou Komořany známé zejména jako sídlo Českého hydrometeorologického ústavu. Hlavní sídlo ústavu je v novostavbě v ulici Na Šabatce, ústav vlastní a využívá i komořanský zámek (bývalou tvrz).
V jižní části Komořan, nedaleko zámku, se nachází statek Šabatka. Od městské části jej po roce 2000 koupila Střední škola managementu a služeb s. r. o. Praha 4, která jej renovovala a využívá jako jezdecké centrum. Sídlí zde sportovní jezdecký areál Prague Premium Stables.
Po pravém břehu Vltavy prochází územím Komořan železniční Trať 210 z Prahy do Vraného nad Vltavou, na níž byla v roce 1997 otevřena nová zastávka Praha-Komořany náhradou za nedaleké nádraží Praha-Modřany, které v roce 1991 přestalo být využíváno pro osobní dopravu. Do autobusové zastávky Komořany (která spadá do území Modřan) jezdí ve směru od Modřan Komořanskou ulicí autobusové linky 165 a 139, část spojů linky 165 pokračuje dále na Závist a Zbraslav. Do modřanského průmyslového areálu u Komořan vede z nádraží Praha-Modřany železniční vlečka, která v době oprav Komořanské ulice sloužila od 10. května do 14. července 1995 i náhradní osobní železniční dopravě k obsluze Komořan.
Po osadou Na Jitřence a nedaleko vyústění Branišovské ulice do Komořanské ústí na povrch Komořanský tunel, z nějž pokračuje Pražský okruh na Radotínský most a k mimoúrovňové křižovatce Lahovice. Nad portálem tunelu okruh kříží přeložená Komořanská ulice. Vedle jej překlenuje torzo nového mostu, který měl navazovat na nový obchvat Komořan v rámci zamýšleného prodloužení komunikace KOMOKO. Most byl postaven na základě platného stavebního povolení, avšak bez odpovídajícího územního rozhodnutí, výstavba zbytku komunikace i mimoúrovňové křižovatky Komořany je předmětem sporů. Vybudování nové Komořanské podporují komunální politici ODS (starosta Petr Hána, městský zastupitel František Laudát). Politici KDU-ČSL (Daniela Rázková a Tom Philipp) a někteří místní aktivisté a signatáři petice před vybudováním MÚK Komořany preferují vybudování dalšího mostu přes Vltavu a napojení Modřan na MÚK Lahovice, vyjádření lidoveckého ministra Libora Ambrozka o nutnosti posouzení všech variant bylo starostou Hánou napadáno jako podpora výstavby nového mostu. Západně od tohoto mostu prochází Pražský okruh ještě ekoduktem, který je pojmenovaný jako tunel Šabatka.

## Fotogalerie

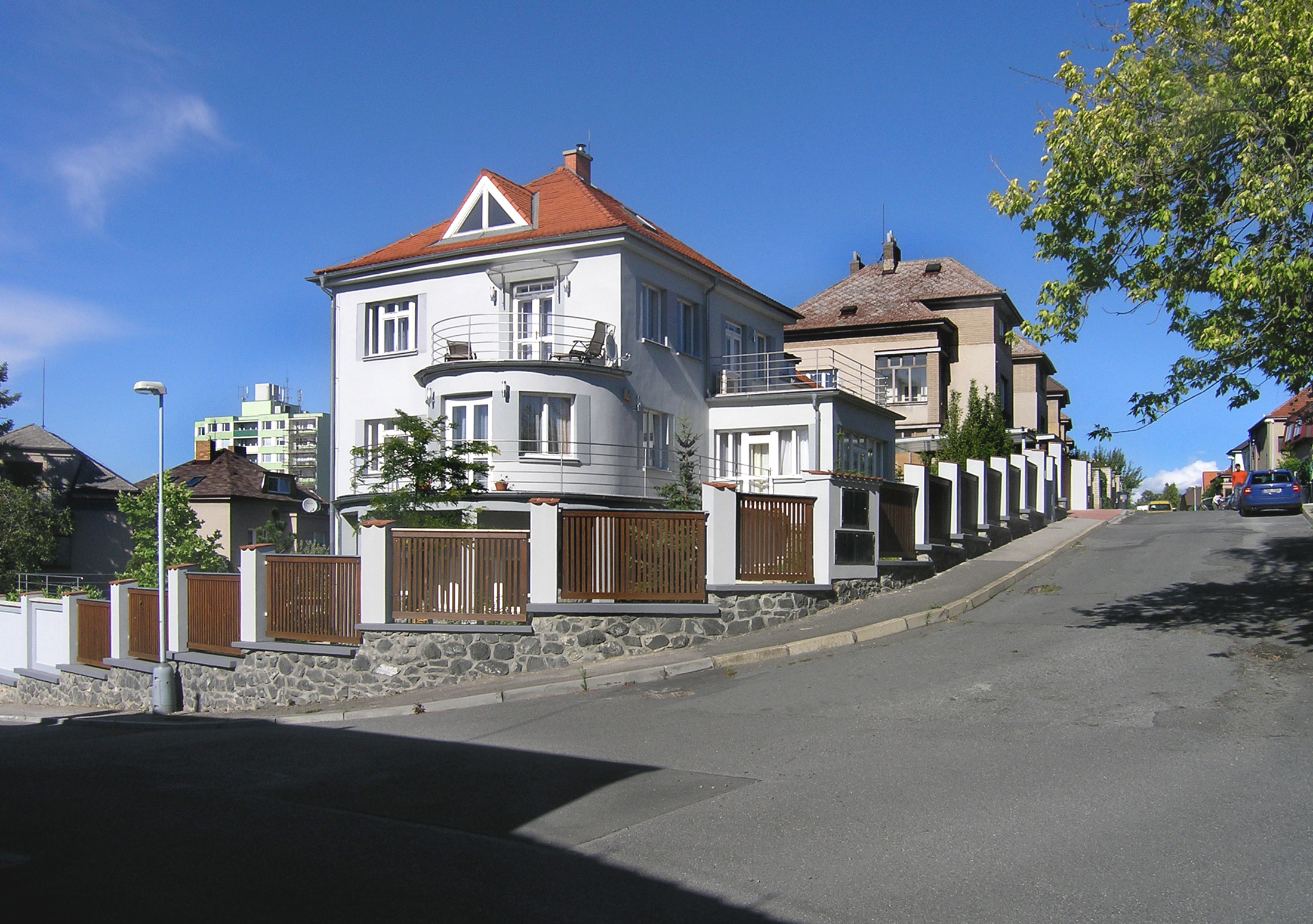
Vilky v Okružní ulici
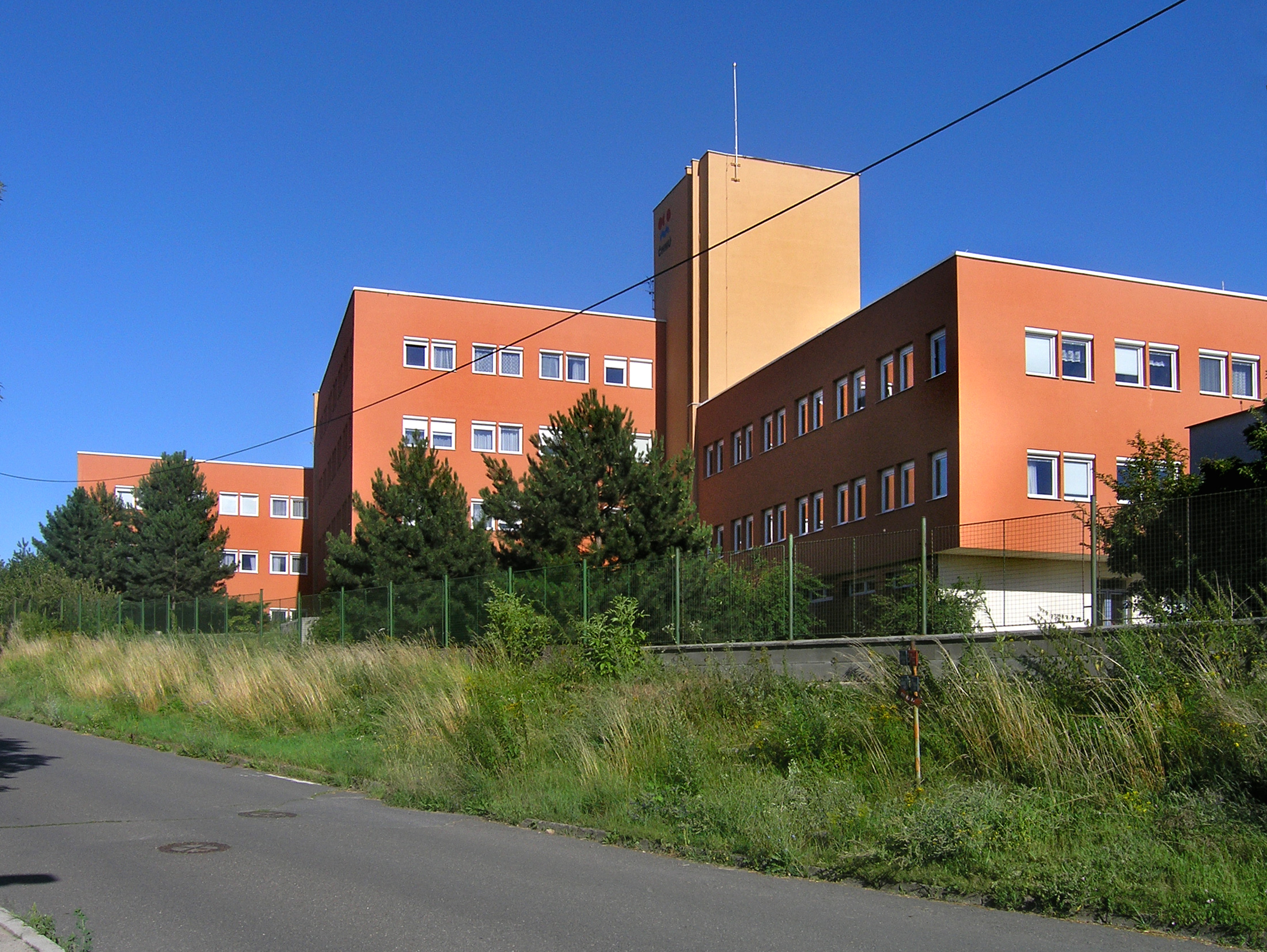
Český hydrometeorologický ústav
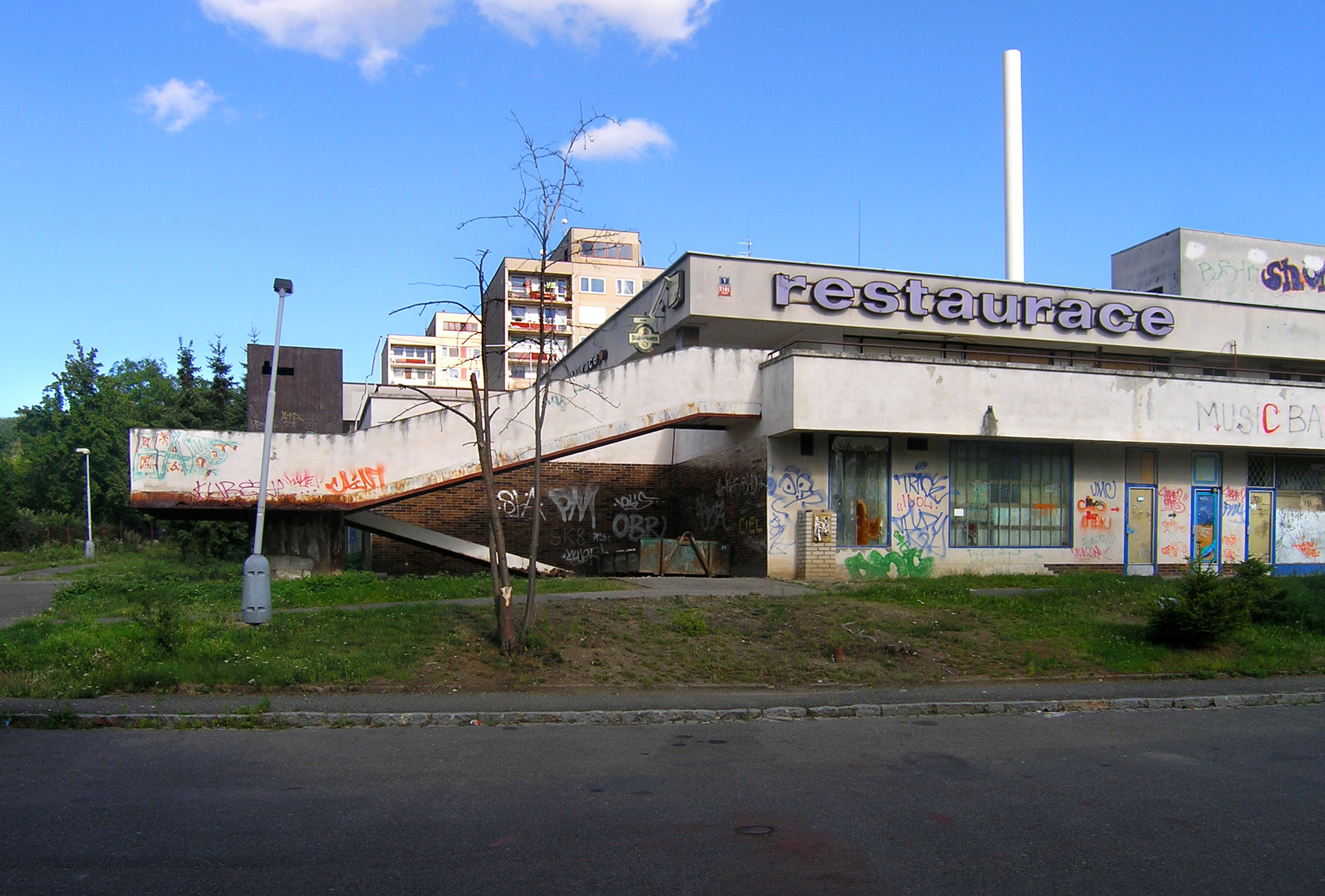
Opuštěné nákupní středisko (v roce 2008 v rekonstrukci)
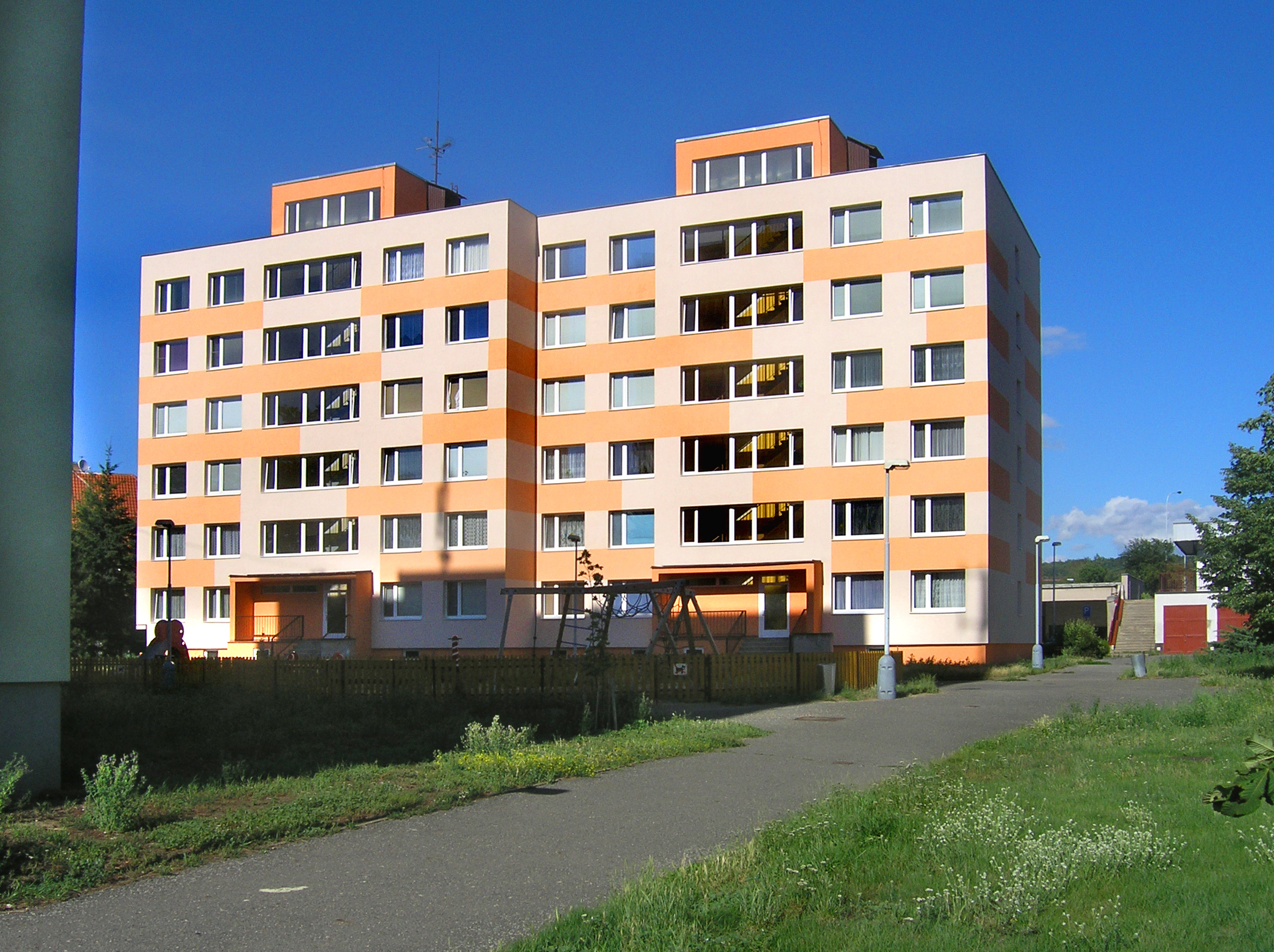
Malé sídliště U Vlečky